# Закопець Юрій Михайлович
Ю́рій Миха́йлович Закопець — старший лейтенант, командир 1-го механізованого взводу 5-ї роти 2-го батальйону 24 ОМБр Збройних сил України, доброволець батальйону «Донбас» Національної гвардії України у 2014 році.

## Життєпис
В часі війни — доброволець батальйону «Донбас». Брав участь у боях за визволення Артемівська, Попасної. 18 липня 2014 року в бою врятував побратима, що зазнав поранення, прикривши його від обстрілу своїм тілом; у тому бою загинув побратим[уточнити] Сергій Бохонько. Через певний час перейшов у добровольчий батальйон «Свята Марія», воював під Маріуполем, Сартаною, Павлополем та Кураховим. Вийшов з оточення в Іловайську. Підписав контракт, командир БМП в 93-й бригаді. 22 квітня 2015 року на позиціях під Пісками під мінометним обстрілом прикрив побратима «Гука» та сам зазнав чисельних поранень.
Після демобілізації 2015 року вступив до Національної академії сухопутних військ.
Після закінчення навчання у НАСВ ім. Петра Сагайдачного, продовжив службу у лавах 24 ОМБр.
Потрапив у полон до росіян під час боїв за Попасну в травні 2022. Терористична квазідержава ЛНР хоче засудити його за нібито викрадення людини.

## Нагороди
За особисту мужність і героїзм, виявлені у захисті державного суверенітету та територіальної цілісності України, вірність військовій присязі під час російсько-української війни нагороджений
- орденом «За мужність» III ступеня (25 березня 2015);
- медаллю «Захиснику Вітчизни».